# 慰安婦関係調査結果発表に関する河野内閣官房長官談話

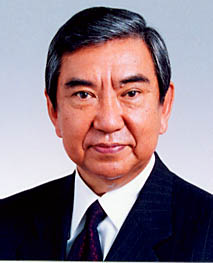
河野洋平
（1999年撮影）

慰安婦関係調査結果発表に関する河野内閣官房長官談話（いあんふかんけいちょうさけっかはっぴょうにかんするこうのないかくかんぼうちょうかんだんわ）とは、1993年（平成5年）8月4日、宮澤改造内閣の内閣官房長官・河野洋平が発表した談話である。一般に「河野談話」として知られ、この談話の中で慰安所の設置・管理及び慰安婦の移送について日本軍の関与を認め、「おわびと反省」を表明した。

## 概要
この談話は、同日に内閣官房内閣外政審議室から発表された文書「いわゆる従軍慰安婦問題について」を受けて発表された。原案は、当時の内閣外政審議室長である谷野作太郎が「言葉遣いも含めて中心になって作成した」。
談話では、慰安所の設置は日本軍が要請し、直接・間接に関与したこと、慰安婦の募集については軍の要請を受けた業者（日本人・朝鮮人）が主としてこれに当たったが、その場合も甘言、強圧による等、本人たちの意思に反して集められた事例が数多くあり、更に官憲等が直接これに加担したこともあったこと、慰安所の生活は強制的な状況の下で痛ましいものであったとしている。しかし、現在に至るまで日本軍や官憲が、業者によって本人たちの意思に反して集められた事例に加担したことや、日本軍や官憲が本人の意思に反して慰安婦を集めたことを示す資料は発見されていない。
日本政府による調査結果と談話が発表される前年の1992年（平成4年）7月6日には、宮澤内閣の加藤紘一内閣官房長官が、「朝鮮半島出身者のいわゆる従軍慰安婦問題に関する加藤内閣官房長官発表」を発表している。当時の慰安婦問題は、韓国挺身隊問題対策協議会などが主張する慰安婦が強制連行されたという主張について、韓国政府が日本政府に真相の究明を求め、日本政府は強制を裏付ける資料が発見できずに対応に苦慮する状態だった。河野は事態を打開するため、7月26日から30日にかけて、韓国の太平洋戦争遺族会から紹介された16人の慰安婦に聞き取り調査を実施し、慰安婦の強制性を認め謝罪する「慰安婦関係調査結果発表に関する河野内閣官房長官談話」の発表に至った。産経新聞は、証拠資料がないのにもかかわらず、信憑性の低い証言によって談話が作成された経緯から、河野談話は事実を追求したものではなく、政治的妥協の産物だと批判した。
談話の発表に際し、河野本人は「調査した結果を淡々とまとめた」等と記者会見で語ったが、2014年（平成26年）6月20日に、日本政府によって公開された検証結果報告書「慰安婦問題を巡る日韓間のやりとりの経緯〜河野談話作成からアジア女性基金まで〜」（河野談話作成過程等に関する検討チーム）で、事前に韓国政府との間で綿密な文言調整があったことや、慰安婦証言の裏付け調査を行っていなかったことが発覚した。また、韓国側との文言調整があったことは、日韓両国にて非公開とされた。
談話発表の際に「補償は不要」としていた韓国側は、直接的な請求については行っていないものの、元慰安婦が起こす賠償訴訟については間接的な支援を行っている。また、現在では、国会議員が日本政府に対して慰安婦に対する謝罪・賠償を要求するといった事例も見られるようになっている。

## 談話の内容
河野談話の原案は、日本政府関係省庁における関連文書、米国国立公文書館の文書、軍関係者や慰安所経営者等各方面への聞き取り調査に基づいて作成された。

## 韓国政府との水面下での調整
2014年に入り産経新聞は、談話内容は原案段階より韓国側に提示され、韓国側の指摘に沿って強制性の認定をはじめ内容、字句、表現などの細部に至るまで韓国の意向を反映させたものであると報じた。なお、談話発表当時、日本政府は韓国側へは発表直前に趣旨を通知したとのみ説明しており、河野洋平官房長官（当時）も「調査した結果を淡々とまとめた」、「談話の発表は、事前に韓国外務省に通告したかもしれない。その際、趣旨も伝えたかもしれない。しかし、この問題は韓国とすり合わせるような性格のものではありません」と語っていた。また、こうした日韓の文言のすり合わせについては両政府によって一般には非公開とされていた。こうして日韓のすり合わせが終わり、河野談話がほぼ固まった1993年8月2日、日本政府は韓国の閣僚にも案文を伝えた。韓国閣僚はこれに一定の評価をくだしつつも「韓国民に、一部の女性は自発的に慰安婦になったという印象を与えるわけにはいかない」と強調したという。
韓国側との案分のすり合わせの際には、慰安所の設置および慰安婦募集への日本軍の関与、慰安婦募集に際しての「強制性」が論点となった。前者について韓国側は、軍による「指示」または「指図」があったとの表現を要求したが、日本側は、慰安婦の募集は軍の意向を受けた業者がおこなったものとして、「軍」を募集の主体とすることは受け入れられないとし、業者に対する軍の「指示」は確認できないとして、軍の「要望」を受けた業者との表現を提案した。最終的には韓国側主張に配慮し、慰安所の設置については「軍当局の『要請』により設営された」、慰安婦の募集者については「軍の『要請』を受けた業者」との表現を用いることで決着した。後者については、日本側が「（業者の）甘言、強圧による等本人の意思に反して集められた事例が数多くあり」との表現を提示し、韓国側は、「事例が数多くあり」の部分の削除を要求した。これに対し日本側はすべてが意思に反していた事例であると認定することは困難であるとして拒否した。最終的には、当時の朝鮮半島が日本の統治下にあったことを踏まえ、慰安婦の「募集」「移送、管理等」の段階を通じてみた場合、いかなる経緯であったにせよ、全体として個人の意思に反して行われたことが多かったとの趣旨で「甘言、強圧による等、総じて本人たちの意思に反して」という文言で調整された。この報告書はまた、日本政府の調査によっても「強制連行」は確認できなかったと指摘した。
日本政府が行った河野談話作成過程の検証では、韓国側の文言調整の要求に対して、内閣外政審議室と外務省が協議しながら「それまでに行った調査を踏まえた事実関係を歪めることのない範囲で，韓国政府の意向・要望について受け入れられるものは受け入れ，受け入れられないものは拒否」しており、韓国側に要求された「軍の指示」などの言葉は使っていない。
|                                 | 日本側原案                                         | 韓国側の要望                | 談話                      |
| ------------------------------- | -------------------------------------------------- | --------------------------- | ------------------------- |
| 慰安所の設置に 関する軍の関与   | 軍当局の「意向」                                   | 軍当局の「指示」            | 軍当局の「要請」          |
| 慰安婦募集に際 しての「強制性」 | 「本人の意思に反 して集められた事 例が数多くあり」 | 「事例が数多く あり」の削除 | 拒否                      |
| 元慰安婦への おわびと反省       | おわび                                             | 「反省の気持ち」 の追加     | 「おわびと反省 の気持ち」 |

## 元慰安婦による非公開証言
宮澤内閣は1993年の「河野談話」発表以前に韓国政府の強い要請を受け、元慰安婦16人の証言を聞いたが、この時の元慰安婦の人選は韓国の太平洋戦争犠牲者遺族会が行い、証言には福島瑞穂弁護士などの立会い人が付き添った。日本政府はこの証言に対する質問も、裏付け調査をすることも許されず、この調査における慰安婦の氏名も証言内容も非公開とされた。
なお、河野洋平は河野談話発表後、「半世紀以上も前の話だから場所とか状況とかに記憶違いがあるかもしれない。だからといって、一人の女性の人生であれだけ大きな傷を残したことについて、傷そのものの記憶が間違っているとは考えられない。実際に聞き取り調査の証言を読めば、被害者でなければ語り得ない経験だとわかる。相当な強圧があったという印象が強い。」と述べている。
2013年（平成25年）10月16日付の産経新聞は、“「河野洋平官房長官談話」の根拠となった、韓国での元慰安婦16人の聞き取り調査報告書を入手したところ、証言の事実関係はあいまいで別の機会での発言との食い違いも目立つほか、氏名や生年すら不正確な例もあり、歴史資料としては通用しない内容だった。軍や官憲による強制連行を示す政府資料は一切見つかっておらず、決め手の元慰安婦への聞き取り調査もずさんだったと判明したことで、河野談話の正当性は根底から崩れたといえる。”元慰安婦報告書そのものが、ずさん調査が浮き彫りとなり、慰安所の無い場所で「働いた」など証言が曖昧であることにより、河野談話の根拠は崩れると報じた。
韓国人元慰安婦への聞き取り調査では、慰安婦の証言を記録するのみで、事実関係の検証はおこなわれなかった。聞き取り資料は現在も非公開である。

## 問題視されている表現
河野談話の文面は、日韓両政府ですり合わせた上で決定されたが、その表現が誤解や曲解を生んでいるという批判が出ている。
原案を見せられていた歴史家の秦郁彦は、談話が発表される以前から、「強制連行」を認めたかのような表現を入れると将来に禍根を残すと警鐘を鳴らしていたが、聞き入れられなかった。
秦は、談話の元となった政府の調査報告には「総じて（本人たちの意思に反して行われた）」の言葉はなく、この部分は事務官僚ではなく河野官房長官の判断で付け加えられたと見ている。また、「本人たちの意思に反して集められた事例が数多くあり（更に官憲等が直接これに加担した）」の部分は、調査報告では意思に反して集めた主語を「業者」と明示されていたにも関わらず、河野談話では主語が落とされており、そのため官憲が本人の意思に反して集めたと誤解される可能性がありまた「（官憲等が）加担した」という表現も、業者と官憲の共同正犯と受け取る人が多いはずだと秦は述べている。

## 河野談話と慰安婦の強制連行

### 日本政府
日本政府が談話の発表に先立ち実施した調査では、「日本軍が慰安婦の強制連行を行なっていた」とする公文書類資料は発見されなかった。
1997年3月の参議院予算委員会では、平林博内閣外政審議室室長が、「業者らが或いは甘言を弄し、或いは畏怖させる等の形で本人たちの意向に反して集めるケースが数多く、更に、官憲等が直接これに加担する等のケースもみられた」と書かれている理由を問われ、「強制連行を直接示す記述は見当たらなかったのでございますが・・・その他種々総合的にやった調査の結果に基づきまして全体として判断した結果、一定の強制性を認めた上であのような文言になった」と答弁している。
内閣官房副長官であった石原信雄も、当時どれだけ歴史資料を探しても「日本側には強制連行の事実を示す資料も証言者もなく、韓国側にも通達、文書など物的なものはなかった」と証言している。
加藤官房長官発表後の動きについて読売新聞は「韓国政府は・・・金銭的支援は独自にやるので日本は強制連行を認めればよいという姿勢が鮮明になってきた」「政府は強制連行を認めないままでは事態の打開は困難と判断した」と書いているが、河野洋平は「密約」を否定している。
池田信夫は、公権力で慰安婦を徴用した事実はなく、河野談話もこの点を「『官憲等が直接これに加担した』という表現にとどめている」と指摘している。

### 河野談話が強制連行を認めているという理解
アメリカ下院の慰安婦決議を主導したマイク・ホンダは、慰安婦問題を「日本政府とその軍隊による拉致」と説明しているが、その根拠として河野談話を上げている。
西岡力は、前述の1997年3月の平林内閣外政審議室室長の、全体として判断した結果、一定の強制性を認めたという答弁を聞き、翌日の新聞を見て「裏取りもせず、非公開のものだけで強制連行を認めたとする政府答弁」を『産経新聞』以外どこも報じていないと驚き、1988年に梶山静六がアベック失踪について北朝鮮による拉致が濃厚と答弁したときの翌日に産経と日経以外のメディアが報道しなかったことと同じ構図だったと振り返っている。

### 河野洋平
日本政府は強制連行は確認できないという認識に立ち談話を作成したが:12、談話発表後の記者会見で、強制連行の事実があったという認識なのかと問われた河野が、「そういう事実があったと。結構です」と発言していたことが、後に「河野談話作成過程等に関する検討チーム」によって指摘されている:13。
河野は、慰安婦募集の強制性（強制連行）を裏付ける「紙の証拠がない」と述べる一方で、「組織として強制連行を行っていても、無理にでも連れてこいという命令書や無理に連れてきましたという報告書は作成されることはないだろう」とも述べている。強制を認めた根拠としては、「募集・移送・管理等の過程全体をみてであり、自由行動の制限があったこと」を挙げている。

## 「強制性」の認定
石原信雄は、元慰安婦が強制性があると証言するので、「総合的に判断して強制性を認めた」と語っている。そのような判断に至った理由を「強制性を認めれば、問題は収まるという判断があった」と語っている。石原は、当時韓国政府は国家賠償を求めていなかったため、元慰安婦の名誉回復と日韓関係のために日本軍による強制性を認めたが、もし当時韓国側が日本政府による個人補償・国家賠償を求めていたら「通常の裁判同様、厳密な事実関係の調査に基づいた証拠を求めていた」と語っており、この非公開の「聞き取り調査」における元慰安婦の証言に裏付けはなく一方的な被害証言であったことを認めている。なお慰安婦を被告として裁判したケースはないため、偽証罪（刑法第169条）や事実認定（刑事訴訟法第317条）が法的に適用されたことはない。
当時、内閣官房副長官を務めていた石原信雄は「文章で強制を立証するものは出てこなかった」が「明らかに彼女たちは自分の過去について真実を話した」として「本人の意に反した強制があったと確信が得られた」「いかなる意味でも、日本政府の指揮命令系統のもとに強制したことを認めたわけではない」と述べている。
この時の証言認定が河野談話の前提ともなり、また、韓国政府はその河野談話を日本政府が強制連行を認めた証拠として提示するようになる。

## 経緯
1990年、韓国の女性団体が、戦時中の日本政府による朝鮮人慰安婦の強制動員（強制連行）の真相解明を求める声を上げる。
1990年6月、日本政府は、慰安婦は国家総動員法の対象ではなく、関係する省庁（労働省・厚生省）は関与していなかったと回答。
1992年1月、朝日新聞が、「軍の関与」を裏付ける証拠が発見されたと報道。訪韓中の宮沢首相がデモ隊に囲まれる騒ぎに発展。宮沢首相が再調査を約束。
1992年7月、加藤官房長官は、慰安所の設置や監督等に政府が関与していた事を認めたものの、強制連行の証拠は見つからず「継続して調査」を約束。3週間後、韓国の金泳三大統領は「募集を含めて強制があった」と発表した。
1993年3月、金泳三大統領は「従軍慰安婦問題に対し日本に物質的な補償は求めない方針だ」と言明。同8月、日本政府は、強制連行を裏付ける資料を発見できないまま、「河野官房長官談話」を発表。両国政府が水面下で文面を調整していたことは秘密とされた。
1997年、櫻井よしこが、月刊誌文芸春秋の4月号で、河野談話が「日韓の密約外交」の産物だったと発表。
2007年、米国の下院が慰安婦決議を採択。日本政府が慰安婦にする目的で女性を拉致したとする、決議採択を主導した下院議員が、河野談話を根拠に上げる。
産経新聞は2014年1月1日付の、"河野談話の欺瞞性さらに　事実上の日韓「合作」証言"という記事で、根拠となった韓国での元慰安婦16人への聞き取り調査も極めてずさんだっただけでなく、“談話の文案にまで韓国側が直接関与した事実上の日韓合作だったことが明らかになり、談話の欺瞞（ぎまん）性はもう隠しようがなくなった。”と報じた。
2014年2月20日、談話発表当時に内閣官房副長官を務めていた石原信雄が衆院予算委員会で「アメリカの図書館にまで行って調べたが、女性達を強制的に集めるといったようなことを裏付ける客観的なデータは見つからなかった」と証言。報道機関の世論調査では河野談話の検証への賛成が6割を超えている報道もなされた。同月25日には、日本維新の会が河野談話の内容を検証する機関の設置を各党に提案し、同年4月18日に河野談話の見直し要求を要求する約16万署名を菅義偉官房長官に手渡した。
2014年6月、日本政府は、河野談話作成過程について、但木敬一、秋月弘子、有馬真喜子、河野真理子、秦郁彦の5人からなる検討チームの報告書「慰安婦問題を巡る日韓間のやりとりの経緯 ～河野談話作成からアジア女性基金まで～」を公表。これにより、談話が日韓両政府の協力の下に作られたこと、「慰安婦の強制連行」を認めたものではないことが明らかになる。

## 影響
当初日本政府は軍による強制を裏付ける資料は見つからなかったという調査結果を発表したが、河野談話で軍の関与を認め「おわびと反省」を表明したため、これにより「日本政府が旧日本軍による慰安婦の強制連行を認めた」という曲解が広まった。
河野談話を受けて、1994年（平成6年）8月31日に、内閣総理大臣の村山富市が「「平和友好交流計画」に関する村山内閣総理大臣の談話」の中で、「いわゆる従軍慰安婦問題」に関して「心からの深い反省とお詫びの気持ち」を表し、平和友好交流計画の実施を表明している。この計画のひとつとして、1995年（平成7年）7月には、女性のためのアジア平和国民基金が発足し、元「慰安婦」に対する償い事業を行っている。その後、歴代首相は、韓国に対し謝罪を行っている。
2007年、アメリカ合衆国下院において、慰安婦問題に関する対日非難決議案を提出した民主党議員のマイク・ホンダは、強制連行の根拠のひとつとして『官憲等が直接これに加担したこともあったこと』と述べており、「河野談話で日本政府が認めた」こととしている（実際は前に記すように韓国人慰安婦のことではなく白馬事件のこと）。
1998年4月に慰安婦訴訟「関釜裁判」で山口地方裁判所下関支部は河野談話発表によって国会議員に賠償立法の義務が生じたとし、国の立法義務、立法の不作為を認め、国に対し慰安婦側の損害賠償の訴えを一部認めた（後に控訴審で棄却）。西岡力は、河野談話では朝鮮人慰安婦に触れた段落では「官憲等」の加担については述べられていないと指摘している。
産経新聞は、2014年1月8日付の記事で、"韓国側は河野談話や調査結果報告作成に大きく介入しておきながら、その後は談話の趣旨を拡大解釈して利用し、世界で日本たたきの材料とした。"と報じた。
産経新聞記者の阿比留瑠比は「強制連行を示す文書・資料も日本側証言もないまま『強制性』を認定した河野談話」が、世界に日本政府が公式に強制連行を認めたと誤解され、既成事実化してしまったと述べている。

## 河野談話後の歴代内閣の対応
細川内閣
1993年（平成5年）9月9日、武村正義内閣官房長官は、衆議院内閣委員会において「前内閣におきまして河野官房長官が既に、いわゆる従軍慰安婦として数多くの苦痛を経験され、心身にわたりいやしがたい傷を負われたすべての方々に対し、どのようにしておわびと反省の気持ちをあらわしていくか、このことが残っている、このことについては政府としては今後も鋭意検討をさせていただきたいという発表がなされておりまして、このことを私ども新政権も受け継いでいるつもりでございます。」として、談話の踏襲を表明した。また、同年9月24日には、細川護煕首相が、参議院本会議において「従軍慰安婦問題についてお尋ねがございましたが、日韓両国の間では、従軍慰安婦問題についての補償の問題を含めて、日韓両国と両国民間の財産請求権の問題は一九六五年の日韓請求権・経済協力協定によりまして完全かつ最終的に解決済みというのが政府の立場でございます。他方、従軍慰安婦として数多くの苦痛を経験され、心身にわたっていやしがたい傷を負われた方々がおちれるのは事実でございますし、政府としては、人道的観点に立って、これらの方々に対しどのようにしておわびと反省の気持ちをあらわすかについて今鋭意検討をしているところでございます。」と述べている。
羽田内閣
1994年（平成6年）6月17日、羽田孜首相は、参議院予算委員会において、「宮澤内閣の時代に、例の従軍慰安婦の問題、これは人道的な問題として対応しなければいけない、だから個々にどうこうということじゃないけれども、何かここで一つの結末をつけなきゃいけないということが官房長官の発表の中でこれが言われたということでございまして、私たちはそういったものを受けておるということであります。」として、談話の踏襲を表明した。
村山内閣
1994年（平成6年）7月18日、村山富市首相は、衆議院本会議の所信表明演説で「我が国の外交を考える場合、まず我が国自身がその身を置くアジア・太平洋地域との関係を語らねばなりません。戦後五十周年を目前に控え、私は、我が国の侵略行為や植民地支配などがこの地域の多くの人々に耐えがたい苦しみと悲しみをもたらしたことへの認識を新たにし、深い反省の上に立って、不戦の決意のもと、世界平和の創造に力を尽くしてまいります。このような見地から、アジア近隣諸国等との歴史を直視するとともに、次代を担う人々の交流や、歴史研究の分野も含む各種交流を拡充するなど、相互理解を一層深める施策を推進すべく、今後その具体化を急いでまいります。」と表明した上で、同年7月22日、参議院本会議において「従軍慰安婦問題についても、このような我が国としての立場は堅持しつつ、我が国としておわびと反省の気持ちをどのようにあらわすかにつきましては、さきの所信表明演説で述べた考え方を踏まえつつ、できるだけ早期に結論を出すべく現在鋭意検討しているところでございます。」と表明した。
橋本内閣
1996年（平成8年）5月9日、橋本龍太郎首相は、参議院予算委員会において「私は、第二次世界大戦前、そして戦時中というものを振り返りましたときに、我々が非常に厳しく受けとめなければならない事柄が幾つもあったように思います。そして、この従軍慰安婦問題と言われます問題も、その不幸な我々の負っていくべき歴史の一つでありました。」「私は今この問題が、女性基金という形で本当に国民の善意をもって構成される募金、これを原資として関係された方々へのお見舞いと申しますか、おわびと申しますか、どういう形であれ支給事業を開始しようとしておりますことを非常に成功裏に、これが成功するだけの国民の拠金が寄せられることを願っております。」「先ほど謝罪文というお言葉がありましたが、私は、それにどういう形で国がその心をあらわせばよいのかは、ちょうどこの女性基金が生まれます前提となりました、たしか河野官房長官が官房長官談話として述べられたものがございましたが、その中に込められたような気持ちをもって対すべきものだと存じます。」として、談話の踏襲を表明した。
小渕内閣
1998年（平成10年）8月10日、小渕恵三首相は、衆議院本会議において「いわゆる従軍慰安婦問題についての政府の基本的立場は、平成五年八月四日の河野官房長官談話のとおりでございます。」として、談話の踏襲を表明した。
森内閣
2000年（平成12年）9月27日、森喜朗首相は、参議院本会議において「いわゆる従軍慰安婦の問題についてのお尋ねでありますが、この問題についての政府の基本的立場は、平成五年八月四日の河野官房長官談話のとおりであり、多数の女性の名誉と尊厳を深く傷つけた問題であると認識しております。」として、談話を踏襲することを表明した。
小泉内閣
2001年（平成13年）10月3日、小泉純一郎首相は、参議院本会議において「いわゆる従軍慰安婦問題については、多数の女性の名誉と尊厳を深く傷つけた問題であるとの認識のもと、政府としては、元慰安婦の方々に国民的な償いをあらわす事業等を行うアジア女性基金に対して、既に最大限の協力を行ってきております。」と表明し、同年12月6日、福田康夫内閣官房長官は、参議院外交防衛委員会において「いわゆる従軍慰安婦の問題につきましての政府の基本的な立場は、現在においても、河野官房長官談話、すなわち平成五年八月四日でございますが、このとおりでございまして、本件は多数の女性の名誉と尊厳を深く傷つけた問題であると認識しております。」として、談話を踏襲することを表明した。
第1次安倍内閣

小泉の後を受けた安倍晋三内閣総理大臣は、保守派として知られ、首相就任以前に村山談話に対し批判的な発言をしていたため、首相就任後、村山談話にどのような態度を取るかが注目されていた。
2006年（平成18年）10月5日、安倍首相は、衆議院予算委員会で、村山談話について「アジアの国々に対して大変な被害を与え、傷を与えたことは厳然たる事実」であり、「村山談話の中で述べているように、恐らくこれは、韓国の方々あるいは中国の方々を初め、侵略をされた、あるいは植民地支配に遭ったと、それはまさに我が国がそのときの閣議決定した談話として国として示したとおりである」とし、これを1993年（平成5年）の河野談話とともに、「私の内閣で変更するものではない」と明言した。
福田康夫内閣
2007年（平成19年）11月9日、福田康夫内閣は、質問主意書に対する答弁書において「政府の基本的立場は、平成五年八月四日の内閣官房長官談話のとおりである。」として、談話を踏襲することを表明した。
麻生内閣
2008年（平成20年）10月15日、麻生太郎首相は、参議院予算委員会において「慰安婦問題につきましては、政府の基本的立場というものは現在も平成五年八月四日の河野官房長官談話を踏襲するというものであります。」として、談話を踏襲することを表明した。
鳩山由紀夫内閣
2010年（平成22年）5月11日、西村智奈美外務大臣政務官および松野頼久内閣官房副長官は、衆議院法務委員会において「慰安婦問題についての政府の基本的な立場は、平成五年八月四日の河野官房長官談話のとおり」として、談話を踏襲していることを表明した。
野田内閣
2012年（平成24年）8月27日、藤村修内閣官房長官は、参議院予算委員会において「いわゆる従軍慰安婦問題についての政府の基本的立場ということで、これは今委員がおっしゃったとおり、平成五年八月四日の河野当時官房長官談話というものを継承しているというのが現政府の姿勢でもございます。」と表明し、同じく野田佳彦首相も「河野談話については、これは先ほどの官房長官の答弁にもありましたけれども、いわゆる強制連行したという事実を文書では確認できないし、日本側の証言はありませんでしたが、いわゆる従軍慰安婦と言われている人たちの聞き取りの中のことも含めてあの談話ができたという背景があります。それを歴代政権が踏襲してきておりますが、我が政権としても基本的にはこれを踏襲をするということでございます。」として、談話を踏襲することを表明した。
第2次安倍内閣
2014年（平成26年）3月14日、安倍晋三首相は、参議院予算委員会において「慰安婦問題については、筆舌に尽くし難いつらい思いをされた方々のことを思い、非常に心が痛みます。この点についての思いは私も歴代総理と変わりはありません。この問題については、いわゆる河野談話があります。この談話は官房長官の談話ではありますが、菅官房長官が記者会見で述べているとおり、安倍内閣でそれを見直すことは考えていないわけであります。」と表明し、同年6月20日には、菅義偉内閣官房長官が、河野談話作成過程に関する検証作業の報告を受けた記者会見において、「平成19年の政府答弁書のとおり、これを継承するという政府の立場はなんら変わりはありません。」として、談話を踏襲することを表明した。
菅義偉内閣
2021年4月27日、菅義偉首相は河野談話を継承することを表明した。ただし、「従軍慰安婦」及び「いわゆる従軍慰安婦」という表現について当時の資料には「慰安婦」又は「特殊慰安婦」との用語は用いられているものの、「従軍慰安婦」という用語は用いられていないことを確認した上で、河野談話発表当時は、「従軍慰安婦」という用語が広く社会一般に用いられている状況にあったことから、河野談話においては、「いわゆる」という言葉を付した表現が使用されたものと認識しているとした。
「従軍慰安婦」という言葉に対して軍による強制連行のイメージが染み付いてしまったことについては、吉田清治氏（故人）が、昭和五十八年に「日本軍の命令で、韓国の済州島において、大勢の女性狩りをした」旨の虚偽の事実を発表し、それらが「従軍慰安婦問題」として大手新聞社によって事実であるかのように報道されたと考えており、その後、当該新聞社は、平成二十六年に、吉田清治の証言が虚偽であったことを認めたと承知しているとした。
このような経緯を踏まえ、「政府としては、「従軍慰安婦」という用語を用いることは誤解を招くおそれがあることから、「従軍慰安婦」又は「いわゆる従軍慰安婦」ではなく、単に「慰安婦」という用語を用いることが適切である」ことを閣議決定した。また、「従軍」と「慰安婦」の用語を組み合わせて用いるなど、同様の誤解を招き得る表現についても使用すべきでないとした。

## 第1次安倍内閣による見直し議論とその修正
第1次安倍内閣発足直後の2006年10月5日、安倍晋三首相は、河野談話を「私の内閣で変更するものではない」とし、踏襲し引き継いでいくことを明言したが、下村博文内閣官房副長官が「河野談話はもう少し事実関係をよく研究しあって、その結果どうなのか、時間をかけて客観的、科学的知識を収集して考えるべきではないか」と事実関係についてのさらなる解明が必要という考えを述べた。
安倍は2007年3月5日の参議院予算委員会で、小川敏夫から河野談話についてどう考えるかとの質問に「基本的に継承していく」としつつ、「狭義の意味においての強制性について言えば、これはそれを裏付ける証言はなかった」「官憲が家に押し入っていって人を人さらいのごとく連れて行くという、そういう強制性はなかった」とし、「政府が発見した資料の中には、軍や官憲によるいわゆる強制連行を直接示すような記述は見当たらなかった」とする政府答弁書を閣議決定した。
これに対し、元自由民主党副総裁の山崎拓は、「従軍慰安婦はあったのは事実であり、狭義か広義かなんて弁解がましい態度はとるべきではない」と、安倍を批判した。河野元長官はアジア女性基金のインタビューを通じて、慰安婦の募集に軍政府が直接関与した資料が確認されていないことを踏まえた上で、「だから従軍慰安婦がなかったという議論をするのは、知的に誠実ではない」、政府の加担を認める上で慰安婦の聞き取り結果を理由にあげ、「明らかに厳しい目にあった人でなければできないような状況説明が次から次へ出てくる」と振り返り、官憲が慰安婦の募集に加担したこともあったと認定した点に問題はないと述べた。
朝日新聞の社説では、証拠がなかった発言が海外で日本の責任逃れと受け止められ、特にワシントン・ポストが「拉致で国際的支援を求めるならば、日本の犯した罪を率直に認めるべきだ」と批判した、とされている。
ニューヨークタイムズは社説で「安倍首相は、かの恥ずべき行為が民間の営利活動だったと主張する自民党内右派にアピールすることほど、日本の国際的な名声を修復することを重要とは考えていないようだ」「真実を歪めるそのような努力は日本の名誉を失うだけ」と批判した。
一方、『産経新聞』は社説「主張」にて、「日本の名誉を傷つけ、日米関係にまで影を落としている」「明確な裏付けもなく慰安所の設置に『軍の関与』があったと認めたために、慰安婦が日本軍の『性の奴隷』であったとの誤った認識を広げた」と河野談話を非難し、安倍が参議院で行った答弁については「事実に誠実に向き合った結果」と評価した。また、安倍発言に関するアメリカ側の報道については、「中国寄りの『ニューヨーク・タイムズ』などが首相の発言を歪曲して報じている」と批判した。
4月17日には月末の訪米を控え、米『ニューズウィーク』と『ウォール・ストリート・ジャーナル』の取材に答えて、慰安婦問題について「人間として心から同情する。首相として大変申し訳なく思っている」と改めて陳謝したうえで「彼女たちが慰安婦として存在しなければならなかった状況につき、我々は責任がある」と述べ、日本側に責任があるとの認識を示した。
2007年4月末のCNNによる異例の訪米前インタビューで、安倍は慰安婦について「人間として日本の首相として過去に本当に苦労を経験をされた慰安婦の方々に心から同情する。20世紀は数々の人権侵害が行われた時代で、日本も無関係ではなかった。慰安婦の方々に謝罪したい気持ちを抱いている。21世紀は人権が侵害されないよう努力する必要があると信じている。そのために私も日本も適切な役割を果たす必要がある」と述べた。同席した安倍昭恵は「女性として慰安婦の方々に同情する。胸が痛みます」と述べ、安倍が強制連行の証拠はなかったと発言して批判されていることについては「彼の発言を聞いていないので分からない。しかし、私の理解では彼はそのような状況に置かれた方々に申し訳ないと言い続けている」と述べた。

## 第2次安倍内閣による再検証

### 民主党政権下での河野洋平の参考人招致要求
河野洋平の参考人招致要求は野田内閣の頃から存在した。2012年8月、国民の生活が第一所属の外山斎（後に希望の党に参加。現在は無所属）が「私は、この河野談話が歴史を歪め、そしてさらに言えば、今日の日韓の関係を間違った方向に導いたのではないかというふうに感じております。」「どうして証拠も無いのに、この河野談話というものを野田内閣は踏襲されるのか」「無いけど、まあ、韓国側の従軍慰安婦と言われる方々の証言だけを元に日本政府はこの河野談話を発表した。私はこれは大変問題だというふうに思っています。」「この談話の中には、『甘言、強圧によるなど本人たちの意思に反して集められた事例が数多くあり、さらに官憲等が直接これに加担したこともあったことが明らかになった』っていうふうに書かれているんです。要はこれは強制連行を示しているというふうに思いますが、この文言だけで、もう私は否定するべきだと思います」と述べて、河野洋平の参考人招致を要求した。これに対して、予算委員長は「後刻理事会で協議を致します。」と回答、理事会で同じ党の森裕子（現・立憲民主党）が改めて参考人招致を主張した。

### 河野談話の検証
安倍晋三は第1次政権時の2007年3月、談話の前提となる事実関係について再調査を実施する意向を示し、歴史学者などによる有識者機関へ再調査を委ねる案などが浮上していた。
安倍は河野談話の見直しを主張していたが、2012年12月の第46回衆議院議員総選挙の自民党の公約には河野談話に関する記載はない。安倍の総理就任後には「官房長官が判断すべきこと」とし、2013年5月に内閣官房長官の菅義偉は河野談話の見直しを否定している。2013年5月7日、第2次安倍内閣は日本共産党の紙智子が提出した、「東京裁判関係文書（国立公文書館）の中に、強制連行の証拠書類が残されていることが判明しており、戦争犯罪の事実を重く受け止めるべきだ」という質問主意書に対し、慰安婦問題で「新しい資料が発見される可能性はある」とする答弁書を閣議決定した。2014年3月14日、安倍首相は河野談話を見直さないと述べ、韓国政府はこの対応を評価した。
2014年2月、菅義偉官房長官は、談話の根拠となった元慰安婦による証言内容を検証する意向を示し、同年4月、政府は有識者による検証チームを設置して同年6月22日までに検証結果を取りまとめるとした。
2014年3月14日、日本共産党の志位和夫委員長は、は記者会見を開き、「河野談話」と日本軍「慰安婦」問題について歴史の偽造は許されないという見解を発表。慰安婦問題は日本軍による強制連行や性的暴行の被害者が存在したことを認めるべきであり、河野談話はその事実を認めたものであると述べ、日本政府が「河野談話」を否定する姿勢を改め、真実を認め、被害者に対する賠償や謝罪を行うべきであると主張を行った。
日本政府は2014年6月20日、「慰安婦問題を巡る日韓間のやりとりの経緯～河野談話作成からアジア女性基金まで～」を公表。共同通信社の報道によれば、報告書には談話作成に際した日韓両国間で文言調整した経緯が明記され、また談話の土台となった元慰安婦証言に関する裏付け調査を実施していなかったと記された。ただし、実際の報告書では聞き取り調査について、日本政府の真摯な姿勢を示す為に実施されたものであり、実際には聞き取り調査が行われる前から関係省庁や米国国立公文書館での関連文書の調査、軍関係者や慰安所経営者等の証言と聞き取り調査、挺対協の証言集の分析等の一連の調査によって既に結果は決まっており、談話の原案は聞き取り調査が終了する以前に作成されていた、と報告されている。

#### 検証に対する各国の反応

##### 韓国
- 2014年6月23日、韓国外交部第1次官は別所浩郎駐大韓民国特命全権大使を呼び出し「河野談話を傷つけようとすればするほど安倍政権の信頼性と国際的な評判が傷がつく」と抗議した[82]。

- 朴槿恵大統領は7月2日、中国中央テレビのインタビューで「談話を傷つけようとしている。被害者の心に大きな傷を与え、国家間の信頼に背く行為だ」と述べた[83]。

##### 中国
- 6月23日、中国外交部報道局の華春瑩は「歴史を直視しようとせず、侵略の犯罪行為の否定すらたくらむ本当の意図が一層あらわになった」と批判した[82]。

##### アメリカ合衆国
- 6月20日、アメリカ国務省の報道官は、「日本が近隣国との関係を改善する上で重要な節目となった」として、河野談話の堅持を要求した[84]。
- 6月22日、『ニューヨーク・タイムズ』電子版は社説にて、談話の検証は日韓関係やアメリカの対中政策に悪影響を及ぼすものとして批判した[85]。
- 9月24日、議会調査局はアメリカ合衆国議会に安倍政権の慰安婦問題に対する歴史修正の意図を次のように報告した。「2014年6月、安倍政権は野党議員の要請に応えて、河野談話は歴史的な史料のみに基づいていないとほのめかし韓国と協議して作成された談話であると結論した検証研究を発表した。安倍内閣は河野談話を否認する措置は講じなかったが、評論家は、この検証研究が河野談話の謝罪の信用を損ね、東京の（とりわけ安倍氏の）修正主義者の目的にさらに根拠を与えると主張した。」[86]

### 世論調査
読売新聞が2013年（平成25年）7月22日から23日に行った世論調査では、河野談話を「見直すべき」とする意見が42%、「見直す必要はない」とする意見は35%であった。
産経新聞とFNNが2014年（平成26年）2月22日から23日に行った世論調査では、河野談話を「見直すべきだ」との回答が58.6%、「見直すべきだと思わない」との回答は23.8%であった。この世論調査では、談話検証について安倍内閣の支持層では「検証すべきだ」は支持層で70.3%、不支持層でも65.5%だった。2014年6月28日から29日にかけて、産経新聞とFNNが行った世論調査では、河野談話を見直すべきとの意見は、自民党支持層では55.6%、日本維新の会支持層では7割前後と、保守層では5割を超えた。左派政党の社民党支持層でも、過半数の55.6%が見直すべきと答えている。他、公明党支持層が47.9%、民主党支持層が41.9%、共産党支持層では35.3%が見直すべきと回答した。
テレビ朝日の報道ステーションが2014年（平成26年）3月29日から30日に行った世論調査では、河野談話を安倍内閣が検証し直す動きについて、「評価する」が48%、「評価しない」が28%であった。